# Lignerolles (Orne)
Lignerolles település Franciaországban, Orne megyében. Lakosainak száma 162 fő (2018. január 1.). Lignerolles Bubertré, Champs, Prépotin és Sainte-Céronne-lès-Mortagne községekkel határos.

## Népesség
A település népességének változása:
| Lakosok száma | 189  | 178  | 155  | 154  | 149  | 168  | 171  | 169  | 163  | 162  |
|               | 1962 | 1968 | 1975 | 1982 | 1990 | 2008 | 2013 | 2015 | 2017 | 2018 |